# Gerhard Krentz
Gerhard Krentz (* 4. September 1953) war von 1974 bis 1977 Fußballspieler für den FC Hansa Rostock in der DDR-Oberliga, der höchsten Spielklasse des DDR-Fußballverbandes.

## Sportlicher Werdegang
Als Juniorenspieler des Berliner FC Dynamo bestritt Krentz in den Jahren 1971 und 1972 vier Länderspiele mit der DDR-Junioren-Nationalmannschaft. Von 1972 bis 1974 spielte er für die zweite Mannschaft des BFC in der zweitklassigen DDR-Liga. In der Saison 1972/73 hatte Krentz am 19. und 22. Spieltag zwei Kurzeinsätze für den BFC als Einwechselspieler in der Oberliga.
Zu Beginn der Saison 1974/75 wechselte Krentz zum Oberligisten Hansa Rostock. Der 21-Jährige wurde jedoch auch dort zunächst in der zweiten Mannschaft eingesetzt, die ebenfalls in der DDR-Liga spielte. Er spielte vorwiegend Mittelstürmer und wurde mit neun Treffern in 17 Punktspielen Torschützenkönig der Mannschaft. Mitte der Saison 1974/75 und zu deren Ende wurde er auch in der Oberligamannschaft eingesetzt. Hier vertrat er zeitweise Mittelstürmer Joachim Streich, in seinen zehn Oberligaspielen erzielte Krentz aber nur ein Tor. Sein erstes Oberligaspiel bestritt er am 9. November 1974 bei der Begegnung 1. FC Lok Leipzig – FC Hansa (3:1). Er wurde in der 73. Minute für Linksaußenstürmer Lothar Hahn eingewechselt.  Hansa musste am Saisonende aus der Oberliga absteigen. In der DDR-Liga-Saison 1975/76 wurde Krentz anfangs wieder als Mittelstürmer der ersten Mannschaft aufgeboten, da Streich zum 1. FC Magdeburg gewechselt war. Im Laufe der Saison wurde er jedoch durch andere Spieler ersetzt und kam meist nur noch als Wechselspieler zum Einsatz. Von seinen 20 DDR-Ligaeinsätzen bestritt er nur neun über die volle Spieldauer. Hansa Rostock erreichte den sofortigen Wiederaufstieg. In der neuen Oberligasaison 1976/77 blieb Krentz weiterhin Ersatzspieler, bestritt elf Punktspiele, davon nur vier über 90 Minuten. Daneben wurde er neunmal in der Nachwuchsoberliga eingesetzt. Nach 42 Pflichtspielen in der 1. Mannschaft wurde Krentz am Ende der Saison 1976/77 beim FC Hansa Rostock ausdelegiert.
Im Sommer 1977 schloss sich Krentz dem DDR-Ligisten TSG Bau Rostock an. Auch dort wurde er zunächst als Stürmer eingesetzt. In den Spielzeiten 1978/79 und 1979/80 wurde er mit 21 bzw. 20 Punktspieltreffern Torschützenkönig der TSG-Mannschaft. Ab 1984 wurde Krentz in die Verteidigung zurückgenommen und spielte Libero. Nach der Saison 1984/85 beendete Krentz nach 173 von 208 möglichen Ligaspielen für die TSG seine Laufbahn als Leistungssportler. Er blieb jedoch Mitglied der TSG und später beim Nachfolgeverein Rostocker FC. Noch 2003/04 spielte er in dessen U-50-Mannschaft und wurde mit 34 Treffern Torschützenkönig der Meisterschaftsrunde.